# Olympische Sommerspiele 1988/Ringen
Bei den XXIV. Olympischen Sommerspielen 1988 in Seoul fanden 20 Wettbewerbe im Ringen statt, je zehn im Freistil und im griechisch-römischen Stil. Austragungsort war die Sangmu-Sporthalle im Vorort Seongnam.

## Bilanz

### Medaillenspiegel
| Platz | Land               | Gold | Silber | Bronze | Gesamt |
| ----- | ------------------ | ---- | ------ | ------ | ------ |
| 1     | Sowjetunion        | 8    | 4      | 3      | 15     |
| 2     | Südkorea           | 2    | 2      | 5      | 9      |
| 3     | Japan              | 2    | 2      | –      | 4      |
| 4     | Vereinigte Staaten | 2    | 1      | 3      | 6      |
| 5     | Bulgarien          | 1    | 4      | 3      | 8      |
| 6     | Polen              | 1    | 1      | 1      | 3      |
| 7     | Ungarn             | 1    | 1      | –      | 2      |
| 8     | Italien            | 1    | –      | –      | 1      |
| 8     | Norwegen           | 1    | –      | –      | 1      |
| 8     | Rumänien           | 1    | –      | –      | 1      |
| 11    | Finnland           | –    | 1      | 1      | 2      |
| 12    | BR Deutschland     | –    | 1      | –      | 1      |
| 12    | Iran               | –    | 1      | –      | 1      |
| 12    | Jugoslawien        | –    | 1      | –      | 1      |
| 12    | Türkei             | –    | 1      | –      | 1      |
| 16    | DDR                | –    | –      | 1      | 1      |
| 16    | Griechenland       | –    | –      | 1      | 1      |
| 16    | Schweden           | –    | –      | 1      | 1      |
| 16    | Tschechoslowakei   | –    | –      | 1      | 1      |

### Medaillengewinner
| Konkurrenz         | Gold                   | Silber             | Bronze               |
| ------------------ | ---------------------- | ------------------ | -------------------- |
| Papiergewicht      | Takashi Kobayashi      | Iwan Zonow         | Sergei Karamtschakow |
| Fliegengewicht     | Mitsuru Satō           | Šaban Trstena      | Wolodymyr Tohusow    |
| Bantamgewicht      | Sergei Beloglasow      | Askari Mohammadian | Noh Kyung-sun        |
| Federgewicht       | John Smith             | Stepan Sargsjan    | Simeon Schterew      |
| Leichtgewicht      | Arsen Fadsajew         | Park Jang-soon     | Nate Carr            |
| Weltergewicht      | Kenneth Monday         | Adlan Warajew      | Rahmat Sofiadi       |
| Mittelgewicht      | Han Myung-woo          | Necmi Gençalp      | Jozef Lohyňa         |
| Halbschwergewicht  | Macharbek Chadarzew    | Akira Ōta          | Kim Tae-woo          |
| Schwergewicht      | Vasile Pușcașu         | Leri Chabelowi     | William Scherr       |
| Superschwergewicht | Dawit Gobedschischwili | Bruce Baumgartner  | Andreas Schröder     |

| Konkurrenz         | Gold                 | Silber             | Bronze             |
| ------------------ | -------------------- | ------------------ | ------------------ |
| Papiergewicht      | Vincenzo Maenza      | Andrzej Głąb       | Bratan Zenow       |
| Fliegengewicht     | Jon Rønningen        | Atsuji Miyahara    | Lee Jae-suk        |
| Bantamgewicht      | András Sike          | Stojan Balow       | Haralambos Holidis |
| Federgewicht       | Kamandar Madschydau  | Schiwko Atanassow  | An Dae-hyun        |
| Leichtgewicht      | Lewon Dschulfalakjan | Kim Sung-moon      | Tapio Sipilä       |
| Weltergewicht      | Kim Young-nam        | Däulet Turlychanow | Józef Tracz        |
| Mittelgewicht      | Michail Mamiaschwili | Tibor Komáromi     | Kim Sang-kyu       |
| Halbschwergewicht  | Atanas Komtschew     | Harri Koskela      | Wladimir Popow     |
| Schwergewicht      | Andrzej Wroński      | Gerhard Himmel     | Dennis Koslowski   |
| Superschwergewicht | Alexander Karelin    | Rangel Gerowski    | Tomas Johansson    |

## Ergebnisse Freistil

### Halbfliegengewicht (bis 48 kg)
| Platz | Land | Sportler             |
| ----- | ---- | -------------------- |
| 1     | JPN  | Takashi Kobayashi    |
| 2     | BUL  | Iwan Zonow           |
| 3     | URS  | Sergei Karamtschakow |
| 4     | USA  | Tim Vanni            |
| 5     | FRG  | Reiner Heugabel      |
| 6     | TUR  | İlyas Şükrüoğlu      |
| 7     | GDR  | Volker Anger         |
| 8     | IRI  | Nasser Zeinalnia     |

Datum: 27. bis 29. September 1988

19 Teilnehmer aus 19 Ländern

### Fliegengewicht (bis 52 kg)
| Platz | Land | Sportler                |
| ----- | ---- | ----------------------- |
| 1     | JPN  | Mitsuru Satō            |
| 2     | YUG  | Šaban Trstena           |
| 3     | URS  | Wolodymyr Tohusow       |
| 4     | HUN  | László Bíró             |
| 5     | TUR  | Aslan Seyhanlı          |
| 6     | KOR  | Kim Jong-Oh             |
| 7     | GDR  | Zerenbaataryn Enchbajar |
| 8     | BUL  | Walentin Jordanow       |
|       |      |                         |
| 21    | FRG  | Herbert Tutsch          |

Datum: 28. bis 30. September 1988

30 Teilnehmer aus 30 Ländern

### Bantamgewicht (bis 57 kg)
| Platz | Land | Sportler           |
| ----- | ---- | ------------------ |
| 1     | URS  | Sergei Beloglasow  |
| 2     | IRI  | Askari Mohammadian |
| 3     | KOR  | Noh Kyung-sun      |
| 4     | TUR  | Ahmet Ak           |
| 5     | BUL  | Walentin Iwanow    |
| 6     | HUN  | Béla Nagy          |
| 7     | MGL  | Chaltmaa Battuul   |
| 8     | JPN  | Ryō Kanehama       |
|       |      |                    |
| 10    | AUT  | Josef-Georg Auer   |
| 10    | FRG  | Jürgen Scheibe     |

Datum: 29. September bis 1. Oktober 1988

25 Teilnehmer aus 25 Ländern

### Federgewicht (bis 62 kg)
| Platz | Land | Sportler           |
| ----- | ---- | ------------------ |
| 1     | USA  | John Smith         |
| 2     | URS  | Stepan Sargsjan    |
| 3     | BUL  | Simeon Schterew    |
| 4     | IRI  | Akbar Fallah       |
| 5     | FRG  | Jörg Helmdach      |
| 6     | MGL  | Awirmediin Enchee  |
| 7     | ITA  | Giovanni Schillaci |
| 8     | CAN  | Gary Bohay         |
|       |      |                    |
| 19    | GDR  | Karsten Polky      |
| 20    | SUI  | Ludwig Küng        |

Datum: 27. bis 29. September 1988

28 Teilnehmer aus 28 Ländern

### Leichtgewicht (bis 68 kg)
| Platz | Land | Sportler          |
| ----- | ---- | ----------------- |
| 1     | URS  | Arsen Fadsajew    |
| 2     | KOR  | Park Jang-soon    |
| 3     | USA  | Nate Carr         |
| 4     | JPN  | Kōsei Akaishi     |
| 5     | CAN  | David McKay       |
| 6     | FIN  | Jukka Rauhala     |
| 7     | FRG  | Alexander Leipold |
| 8     | BUL  | Angel Jassenow    |
|       |      |                   |
| 25    | SUI  | René Neyer        |

Datum: 29. September bis 1. Oktober 1988

30 Teilnehmer aus 30 Ländern

### Weltergewicht (bis 74 kg)
| Platz | Land | Sportler         |
| ----- | ---- | ---------------- |
| 1     | USA  | Kenneth Monday   |
| 2     | URS  | Adlan Warajew    |
| 3     | BUL  | Rahmat Sofiadi   |
| 4     | MGL  | Lodoyn Enchbajar |
| 5     | FIN  | Pekka Rauhala    |
| 6     | IRI  | Ayat Vagozari    |
| 7     | KOR  | Yoon Kyung-jae   |
| 8     | GDR  | Uwe Westendorf   |

Datum: 28. bis 30. September 1988

30 Teilnehmer aus 30 Ländern

### Mittelgewicht (bis 82 kg)
| Platz | Land | Sportler              |
| ----- | ---- | --------------------- |
| 1     | KOR  | Han Myung-woo         |
| 2     | TUR  | Necmi Gençalp         |
| 3     | TCH  | Jozef Lohyňa          |
| 4     | URS  | Alexander Tambowzew   |
| 5     | MGL  | Puntsagiin Süchbat    |
| 6     | USA  | Mark Schultz          |
| 7     | JPN  | Atsushi Itō           |
| 8     | GDR  | Hans Gstöttner        |
|       |      |                       |
| 16    | SUI  | Pierre-Didier Jollien |

Datum: 29. September bis 1. Oktober 1988

29 Teilnehmer aus 29 Ländern

### Halbschwergewicht (bis 90 kg)
| Platz | Land | Sportler            |
| ----- | ---- | ------------------- |
| 1     | URS  | Macharbek Chadarzew |
| 2     | JPN  | Akira Ōta           |
| 3     | KOR  | Kim Tae-woo         |
| 4     | HUN  | Gábor Tóth          |
| 5     | USA  | Jim Scherr          |
| 6     | BUL  | Rumen Alabakow      |
| 7     | GRE  | Iraklis Deskoulidis |
| 8     | MGL  | Zewegiin Düwtschin  |
|       |      |                     |
| 19    | AUT  | Edwin Lins          |
| 21    | FRG  | Bodo Lukowski       |

Datum: 27. bis 29. September 1988

28 Teilnehmer aus 28 Ländern

### Schwergewicht (bis 100 kg)
| Platz | Land | Sportler            |
| ----- | ---- | ------------------- |
| 1     | ROM  | Vasile Pușcașu      |
| 2     | URS  | Leri Chabelowi      |
| 3     | USA  | William Scherr      |
| 4     | GDR  | Uwe Neupert         |
| 5     | BUL  | Georgi Karadutschew |
| 6     | MGL  | Boldyn Jawchlantögs |
| 7     | GBR  | Noel Loban          |
| 8     | KOR  | Joe Byung-eun       |
|       |      |                     |
| 19    | FRG  | Wilfried Colling    |

Datum: 28. bis 30. September 1988

22 Teilnehmer aus 22 Ländern

### Superschwergewicht (bis 130 kg)
| Platz | Land | Sportler               |
| ----- | ---- | ---------------------- |
| 1     | URS  | Dawit Gobedschischwili |
| 2     | USA  | Bruce Baumgartner      |
| 3     | GDR  | Andreas Schröder       |
| 4     | HUN  | László Klauz           |
| 5     | BUL  | Atanas Atanassow       |
| 6     | CAN  | Daniel Payne           |
| 7     | POL  | Adam Sandurski         |
| 8     | FRG  | Ralf Bremmer           |

Datum: 29. September bis 1. Oktober 1988

15 Teilnehmer aus 15 Ländern

## Ergebnisse griechisch-römischer Stil

### Halbfliegengewicht (bis 48 kg)
| Platz | Land | Sportler               |
| ----- | ---- | ---------------------- |
| 1     | ITA  | Vincenzo Maenza        |
| 2     | POL  | Andrzej Głąb           |
| 3     | BUL  | Bratan Zenow           |
| 4     | URS  | Məhəddin Allahverdiyev |
| 5     | SYR  | Khaled Al-Faraj        |
| 6     | FRG  | Markus Scherer         |
| 7     | CHN  | Yang Zhizhong          |
| 8     | KOR  | Goun Duk-yong          |

Datum: 18. bis 20. September 1988

15 Teilnehmer aus 15 Ländern

### Fliegengewicht (bis 52 kg)
| Platz | Land | Sportler            |
| ----- | ---- | ------------------- |
| 1     | NOR  | Jon Rønningen       |
| 2     | JPN  | Atsuji Miyahara     |
| 3     | KOR  | Lee Jae-suk         |
| 4     | URS  | Alexander Ignatenko |
| 5     | POL  | Roman Kierpacz      |
| 6     | TCH  | Tibor Jankovics     |
| 7     | BUL  | Christo Flijew      |
| 8     | SWE  | Peter Stjernberg    |

Datum: 19. bis 21. September 1988

21 Teilnehmer aus 21 Ländern

### Bantamgewicht (bis 57 kg)
| Platz | Land | Sportler             |
| ----- | ---- | -------------------- |
| 1     | HUN  | András Sike          |
| 2     | BUL  | Stojan Balow         |
| 3     | GRE  | Haralambos Holidis   |
| 4     | CHN  | Yang Changling       |
| 5     | KOR  | Huh Byung-ho         |
| 6     | IRQ  | Ghazi Salah          |
| 7     | SUN  | Aleksandr Schestakow |
| 8     | FRG  | Rıfat Yıldız         |

Datum: 20. bis 22. September 1988

21 Teilnehmer aus 21 Ländern

### Federgewicht (bis 62 kg)
| Platz | Land | Sportler            |
| ----- | ---- | ------------------- |
| 1     | URS  | Kamandar Madschydau |
| 2     | BUL  | Schiwko Atanassow   |
| 3     | KOR  | An Dae-hyun         |
| 4     | HUN  | Jenő Bódi           |
| 5     | FRG  | Peter Behl          |
| 6     | USA  | Isaac Anderson      |
| 7     | FRA  | Gilles Jalabert     |
| 8     | SUI  | Hugo Dietsche       |

Datum: 18. bis 20. September 1988

17 Teilnehmer aus 17 Ländern

### Leichtgewicht (bis 68 kg)
| Platz | Land | Sportler             |
| ----- | ---- | -------------------- |
| 1     | URS  | Lewon Dschulfalakjan |
| 2     | KOR  | Kim Sung-moon        |
| 3     | FIN  | Tapio Sipilä         |
| 4     | ROM  | Petrică Cărare       |
| 5     | POL  | Jerzy Kopański       |
| 6     | JPN  | Yasuhiro Ōkubo       |
| 7     | NOR  | Morten Brekke        |
| 8     | HUN  | Attila Repka         |
|       |      |                      |
| 10    | FRG  | Claudio Passarelli   |
| 27    | AUT  | Markus Pittner       |

Datum: 20. bis 22. September 1988

31 Teilnehmer aus 31 Ländern

### Weltergewicht (bis 74 kg)
| Platz | Land | Sportler             |
| ----- | ---- | -------------------- |
| 1     | KOR  | Kim Young-nam        |
| 2     | URS  | Däulet Turlychanow   |
| 3     | POL  | Józef Tracz          |
| 4     | HUN  | János Takács         |
| 5     | FRA  | Martial Mischler     |
| 6     | BUL  | Borislaw Welitschkow |
| 7     | SWE  | Roger Tallroth       |
| 8     | JPN  | Hiromichi Itō        |

Datum: 19. bis 21. September 1988

19 Teilnehmer aus 19 Ländern

### Mittelgewicht (bis 82 kg)
| Platz | Land | Sportler             |
| ----- | ---- | -------------------- |
| 1     | URS  | Michail Mamiaschwili |
| 2     | HUN  | Tibor Komáromi       |
| 3     | KOR  | Kim Sang-kyu         |
| 4     | NOR  | Stig Kleven          |
| 5     | YUG  | Goran Kasum          |
| 6     | SWE  | Magnus Fredriksson   |
| 7     | USA  | John Morgan          |
| 8     | POL  | Bogdan Daras         |
| 9     | FRG  | Roger Gössner        |
|       |      |                      |
| 16    | GDR  | Maik Bullmann        |

Datum: 20. bis 22. September 1988

21 Teilnehmer aus 21 Ländern

### Halbschwergewicht (bis 90 kg)
| Platz | Land | Sportler            |
| ----- | ---- | ------------------- |
| 1     | BUL  | Atanas Komtschew    |
| 2     | FIN  | Harri Koskela       |
| 3     | URS  | Wladimir Popow      |
| 4     | SWE  | Christer Gulldén    |
| 5     | FRG  | Andreas Steinbach   |
| 6     | AUT  | Franz Pitschmann    |
| 7     | GDR  | Olaf Koschnitzke    |
| 8     | GRE  | Georgios Poikilidis |

Datum: 18. bis 20. September 1988

22 Teilnehmer aus 22 Ländern

### Schwergewicht (bis 100 kg)
| Platz | Land | Sportler          |
| ----- | ---- | ----------------- |
| 1     | POL  | Andrzej Wroński   |
| 2     | FRG  | Gerhard Himmel    |
| 3     | USA  | Dennis Koslowski  |
| 4     | BUL  | Ilija Georgiew    |
| 5     | YUG  | Jožef Tertei      |
| 6     | KOR  | Yoo Young-tae     |
| 7     | URS  | Guram Guduschauri |
| 8     | HUN  | Tamás Gáspár      |

Datum: 19. bis 21. September 1988

18 Teilnehmer aus 18 Ländern

### Superschwergewicht (bis 130 kg)
| Platz | Land | Sportler            |
| ----- | ---- | ------------------- |
| 1     | URS  | Alexander Karelin   |
| 2     | BUL  | Rangel Gerowski     |
| 3     | SWE  | Tomas Johansson     |
| 4     | EGY  | Hassan El-Hadad     |
| 5     | HUN  | László Klauz        |
| 6     | JPN  | Kazuya Deguchi      |
| 7     | POL  | Roman Wrocławski    |
| 8     | USA  | Duane Koslowski     |
| 9     | AUT  | Alexander Neumüller |
| 10    | FRG  | Fritz Gerdsmeier    |

Datum: 20. bis 21. September 1988

16 Teilnehmer aus 16 Ländern